# Cornucopina tuba
Cornucopina tuba is een mosdiertjessoort uit de familie van de Bugulidae. De wetenschappelijke naam van de soort is voor het eerst geldig gepubliceerd in 1852 door Busk.